# Рарія білочерева
Рарія білочерева (Micrastur mirandollei) — вид хижих птахів родини соколових (Falconidae). Мешкає у вологих тропічних і субтропічних лісах Центральної і Південної Америки від Коста-Рики до Перу і Бразилії.

## Опис
Птах завдовжки 40-44 см, розмах крил 65-71 см. Верхня частина тіла темно-сіра, а нижня частина біла, груди молодих особин мають сірі плями. Довгий чорний хвіст має три білі смуги на додаток до білого краю. Його лапки та лорум неоперені, жовтого кольору. Очі темно-карі кольору.